# Josefina Velázquez de León
Josefina Velázquez de León (Aguascalientes, Aguascalientes; 1889-1968) fue una cocinera, escritora, investigadora, autora y maestra mexicana. Pionera de la gastronomía mexicana y empresaria de la cocina mexicana.

## Biografía
Durante la década de los años 1930, publicó recetas en la Revista Mignon, Puebla que estaban enfocadas a la preparación casera de comida y además daban pauta a que las mujeres pudieran con ellas iniciar un pequeño negocio en casa. Esta experiencia llevó a Velázquez de León a formar una escuela de cocina a finales de la década, un negocio familiar que marcó su independencia económica. En 1930, siguió publicando una serie de libros referentes a la cocina y fue conductora del programa de televisión Menú de la semana.
Entre los años 1930 y 1968, emprendió una casa editorial que se dedicó de forma exclusiva a editar libros de cocina mexicana e internacional. La distribución de las publicaciones se realizó a través de correspondencia, enviando hasta los década de los años 1960 clases por correo a sus alumnas en otros estados, siendo una pionera en este ámbito. Además de este medio, incursionó en difusión por radio y televisión. 
A finales de la década de los años 1950, Josefina establece la Academia de Cocina Velázquez de León, ubicada en la 4ª Calle de Abraham González No. 68, Ciudad de México, sus hermanas se integraron al área editorial y administrativa del negocio. La Academia, donde dio clases en diversos estados del país promoviendo una propuesta gastronomía nacional basada en la relación entre el buen comer, el gasto familiar, la nutrición, la historia y las cocinas regionales. Vázquez de León propició una revaloración de la cocina casera, además de clasificar y catalogar a la diversidad de platillos de la cocina nacional. En sus clases de cocina impartía módulos y materias como: cocina sencilla para uso diario, cocina moderna, alta cocina, repostería sencilla, gelatinas artísticas y especialidades mexicanas.
Velázquez de León recopiló recetas típicas de cada estado proporcionadas por sus alumnas durante sus múltiples viajes por la república. Con su obra Platillos regionales de la República Mexicana (1946) dio a conocer las características alimentarias e identidad culinaria de los estados del país.
En su libro, Cómo cocinar en los aparatos modernos (1949) enseñaba cómo cocinar en la olla express de Presto, el horno milagro de Ecko, las batidoras eléctricas de Oster y de Sunbeam actualizando técnicas.
Su lema fue: “saber  cocinar es  la base de la economía”. Parte del legado de Velázquez de León incluye la colección “Josefina Velázquez de León” de Fundación Herdez, en donde se encuentran libros escritos por la pionera de la gastronomía mexicana.
A la muerte de Josefina, la Academia de Cocina Velázquez de León cerró sus puertas.  

## Publicaciones
- Manual práctico de cocina y repostería. México, Ediciones J. Velázquez de León, 1948.
- La cocina de la recién casada. México, Ediciones J. Velázquez de León, 1951.
- Platillos regionales de la República Mexicana. México, Ediciones J. Velázquez de León, 1946.
- Cómo cocinar en tiempos de carestía. México, Ediciones J. Velázquez de León, 1951.
- Cómo cocinar en los aparatos modernos. México, Ediciones J. Velázquez de León, 1949.
- La cocina económica. México, Ediciones J. Velázquez de León, 1945.
- Repostería selecta, publicado por primera vez. México, Ediciones J. Velázquez de León, 1938.
- Los 30 menús. México, Ediciones J. Velázquez de León, 1961.
- Cocina de San Luis Potosí. México, Ediciones J. Velázquez de León, 1957.
- Primeras  comuniones. México, Ediciones J. Velázquez de León, 1948.
- Salchichonería casera. México, Ediciones J. Velázquez de León, 1946.
- Cocina de Chihuahua. México, Ediciones J. Velázquez de León, 1952.
- Cocina Veracruzana. México, Ediciones J. Velázquez de León, 1966.
- Pasteles Artísticos. México, Ediciones J. Velázquez de León, 1978.
- Cocina Poblana: Selección de recetas de la Cocina Regional, recopiladas por un grupo de Sras. Y Sritas. De  la Ciudad de Puebla, Tehuacán y Teziutlán, Puebla. México.
- Bautizos, México, Ediciones J. Velázquez de León.
- Cocina de Sonora: Selección de recetas antiguas y modernas de la cocina regional sonorense, recopiladas por un grupo de Sras. Y Sritas de las diferentes regiones del estado de Sonora. México, Ediciones J. Velázquez de León, 1958.
- Cocina popular. México, Ediciones J. Velázquez de León, 1954.
- Cocina de Zacatecas. México, Ediciones J. Velázquez de León, 1957.

Las publicaciones de Josefina Velázquez de León se encuentran recabadas en la Biblioteca de la Gastronomía Mexicana